# (2180) Marjaleena
(2180) Marjaleena est un astéroïde de la ceinture principale.

## Description
(2180) Marjaleena est un astéroïde de la ceinture principale. Il fut découvert le 8 septembre 1940 à Turku par Heikki A. Alikoski. Il présente une orbite caractérisée par un demi-grand axe de 3,01 UA, une excentricité de 0,08 et une inclinaison de 9,2° par rapport à l'écliptique.

## Compléments